# Chauvac-Laux-Montaux
Chauvac-Laux-Montaux est une commune française située dans le département de la Drôme en région Auvergne-Rhône-Alpes.

## Géographie

### Localisation
La commune est située à 33 km au sud-ouest de Serres et à 50 km à l'est de Nyons.

### Relief et géologie
Le nord et le sud de la commune sont escarpés, allant de 800 à 1 400 mètres.
Sites particuliers :
- Vallée de l'Armalause[1].
- Col du Reychasset (Laux-Montaux)[2].

### Hydrographie
La commune est arrosée par :
- la rivière l'Armalause qui y prend sa source (ancienne commune de Laux-Montaux[2]) ;
  - le Ruisseau de Ramette, affluent de l'Armalause ;
    - le Ruisseau de Chenevières, affluent du Ruisseau de Ramette ;

  - le Ruisseau de Baron (réunion des deux ruisseaux suivants), affluent de l'Armalause ;
    - le Ruisseau des Tuisses, affluent du Ruisseau de Baron ;
    - le Ruisseau de Caillette, affluent du Ruisseau de Baron.

Elle est aussi arrosée par plusieurs torrents (dont ceux du Chancelier et des Gravières).

La source de l'Eygues est située au nord-est de la commune (ancienne commune de Laux-Montaux).
Le Chauvac est un ruisseau qui a sa source sur la commune de Roussieux, traverse celles de Chauvac et de Laux-Montaux, et se jette dans l'Eygues après dix kilomètres de parcours. En 1891, il avait une largeur moyenne de huit mètres, une pente de 372 mètres, un débit ordinaire de 0,60 m3 et extraordinaire de six mètres cubes.

### Climat
Pour des articles plus généraux, voir Climat d'Auvergne-Rhône-Alpes et Climat de la Drôme.
En 2010, le climat de la commune est de type climat méditerranéen altéré, selon une étude du CNRS s'appuyant sur une série de données couvrant la période 1971-2000. En 2020, Météo-France publie une typologie des climats de la France métropolitaine dans laquelle la commune est exposée à un climat de montagne ou de marges de montagne et est dans la région climatique  Alpes du sud, caractérisée par une pluviométrie annuelle de 850 à 1 000 mm, minimale en été. 
Pour la période 1971-2000, la température annuelle moyenne est de 9,5 °C, avec une amplitude thermique annuelle de 16,1 °C. Le cumul annuel moyen de précipitations est de 1 022 mm, avec 7,4 jours de précipitations en janvier et 4,9 jours en juillet. Pour la période 1991-2020, la température moyenne annuelle observée sur la station météorologique de Météo-France la plus proche, sur la commune de Rosans à 9 km à vol d'oiseau, est de 11,7 °C et le cumul annuel moyen de précipitations est de 826,9 mm,. Pour l'avenir, les paramètres climatiques de la commune estimés pour 2050 selon différents scénarios d'émission de gaz à effet de serre sont consultables sur un site dédié publié par Météo-France en novembre 2022.

### Voies de communication et transports
Les trois hameaux sont accessibles par la route départementale RD 316.
Le col du Reychasset permet de rejoindre Villebois-les-Pins.

## Urbanisme

### Typologie
Au 1er janvier 2024, Chauvac-Laux-Montaux est catégorisée commune rurale à habitat très dispersé, selon la nouvelle grille communale de densité à 7 niveaux définie par l'Insee en 2022.
Elle est située hors unité urbaine et hors attraction des villes,.

### Occupation des sols
L'occupation des sols de la commune, telle qu'elle ressort de la base de données européenne d’occupation biophysique des sols Corine Land Cover (CLC), est marquée par l'importance des forêts et milieux semi-naturels (82,6 % en 2018), une proportion sensiblement équivalente à celle de 1990 (83,3 %). La répartition détaillée en 2018 est la suivante : 
forêts (69,6 %), zones agricoles hétérogènes (13,9 %), milieux à végétation arbustive et/ou herbacée (8,8 %), espaces ouverts, sans ou avec peu de végétation (4,2 %), cultures permanentes (3,5 %). L'évolution de l’occupation des sols de la commune et de ses infrastructures peut être observée sur les différentes représentations cartographiques du territoire : la carte de Cassini (XVIIIe siècle), la carte d'état-major (1820-1866) et les cartes ou photos aériennes de l'IGN pour la période actuelle (1950 à aujourd'hui).

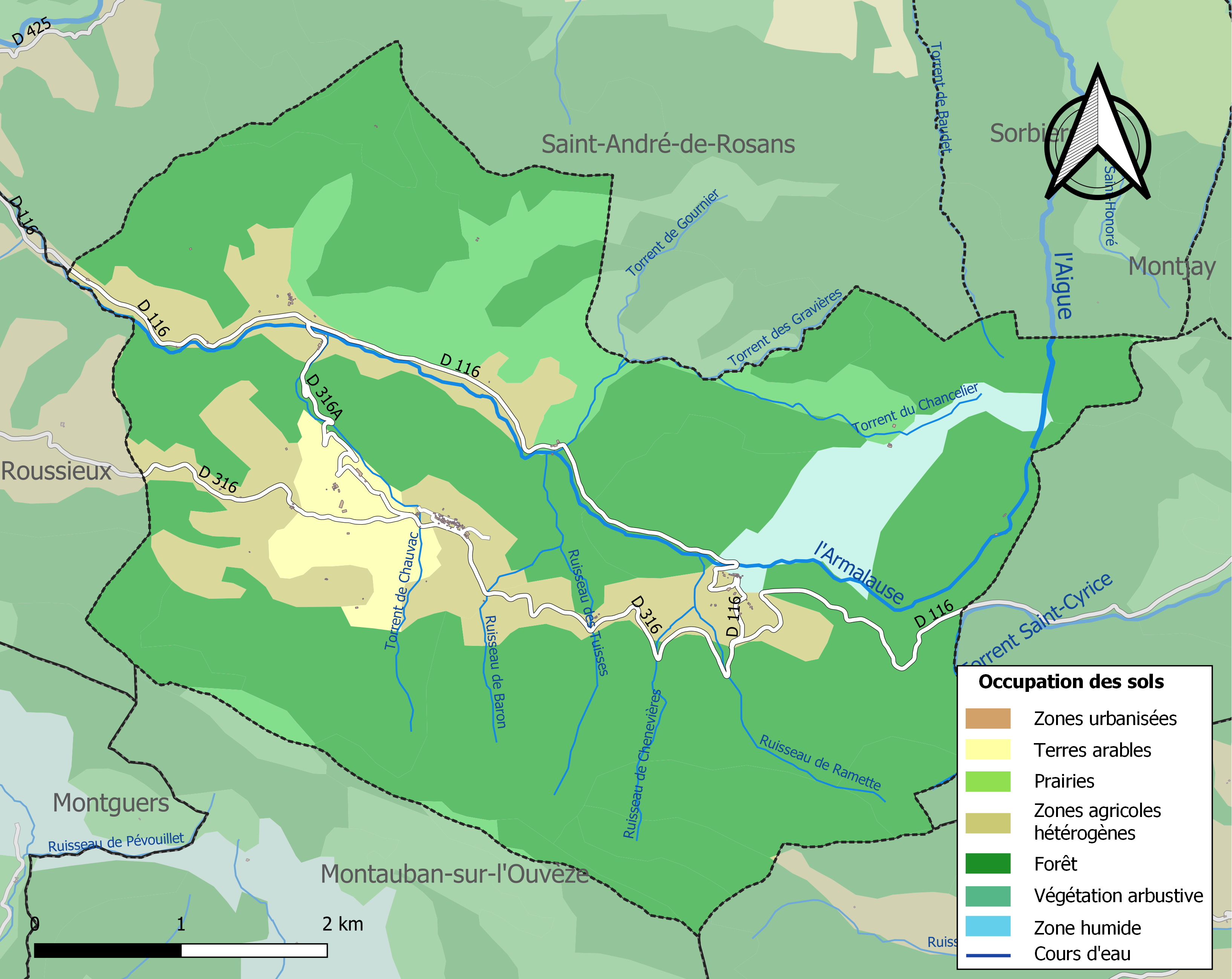
Carte des infrastructures et de l'occupation des sols de la commune en 2018 (CLC).

### Morphologie urbaine
Chauvac et Laux-Montaux ont fusionné en 2002. La commune est aujourd'hui composée de trois zones d'habitation : Le Laux, Chauvac et le Plan (le long de la vallée de l'Armalause, dans le sens est-ouest). Montaux est un ancien hameau isolé au fond d'un vallon, non accessible par la route.

#### Hameaux et lieux-dits
En 1891, la ferme les Adrets est attestée sur la commune de Chauvac.

En 1891, la ferme l'Agut est attestée sur la commune de Chauvac.

## Toponymie

### Attestations

#### Chauvac
Dictionnaire topographique du département de la Drôme :
- 1232 : castrum de Chovaco (inventaire des dauphins, 224).
- 1284 : castrum de Chausaco(Valbonnais, II, 118).
- 1314 : castrum de Chauviaco (inventaire des dauphins, 54).
- 1343 : castrum de Chouvaco (choix de docum., 86).
- 1361 : castrum Chauvasii (choix de docum., 157).
- 1516 : mention de la paroisse : cura de Chauvaco (pouillé de Gap).
- 1891 : Chauvac, commune du canton de Rémusat.

2002 (1er janvier)[réf. nécessaire] : Chauvac-Laux-Montaux est née de la fusion des deux communes (auparavant indépendantes) de Chauvac et de Laux-Montaux.

#### Laux-Montaux
Dictionnaire topographique du département de la Drôme :
- 1767 : Le Lauds (archives de la Drôme, B 1632).
- 1788 : Laux-Montaud (Alman. du Dauphiné).
- 1891 : Laux-Montaux, commune du canton de Rémuzat.

### Étymologies
Chauvac
Laux
Montaux

## Histoire

### Chauvac

#### Du Moyen Âge à la Révolution
La seigneurie :
- Au point de vue féodal, Chauvac est une terre des barons de Montauban.
- 1304 : elle passe (par héritage) aux dauphins.
- 1317 : échangée contre Montbrison avec les Caderousse.
- 1349 : passe (par mariage) aux Bésignan.
- La terre passe aux Agoult.
- 1368 : elle est vendue aux Mévouillon.
- 1522 : vendue aux Ferrus.
- Passe (par mariage) aux Achard, derniers seigneurs.

Ruiné et dépeuplé au XVe siècle, Chauvac est repeuplé en 1502 par les soins du seigneur.
Avant 1790, Chanvac était une communauté de l'élection de Montélimar, subdélégation et bailliage du Buis.

Elle formait une paroisse du diocèse de Gap. Son église, dédiée à saint Pierre, et ses dîmes appartenaient au prieur de Saint-André-de-Rosans, qui présentait à la cure.

#### De la Révolution à nos jours
En 1790, la commune est comprise dans le canton de Montauban. La réorganisation de l'an VIII (1799-1800) la place dans le canton de Rémuzat.

### Laux-Montaux

#### Du Moyen Âge à la Révolution
La seigneurie de Laux :
- XVe siècle : ce n'est qu'un pâturage dépendant de la terre des Montferrand (encore propriétaires en 1413).
- Passe (par héritage) aux Peyre.
- 1580 : passe aux Manent.
- Début XVIIe siècle : les Manent deviennent propriétaires de la terre de Montaud. Ils s'intitulent seigneurs de Laux-Montaux jusque vers 1766.
- Passe (par mariage) aux La Morte.
- Passe (par mariage) aux Chastelard, derniers seigneurs.

La seigneurie de Montaud :
- Début XVIIe siècle : acquise par les Manent (cf. supra).

Avant 1790, Laux-Montaux était une communauté de l'élection de Montélimar, de la subdélégation et du bailliage du Buis. Elle faisait partie de la paroisse de Chauvac (voir ce nom).

#### De la Révolution à nos jours
En 1790, les terres de Laux et Montaux sont comprises dans la municipalité de Chauvac. Elles en sont séparées en l'an VIII (1799-1800) pour former la commune distincte de Laux-Montaux (canton de Rémuzat).

### Chauvac-Laux-Montaux
Le 1er janvier 2002, les deux communes de Chauvac et de Laux-Montaux fusionnent pour donner celle de Chauvac-Laux-Montaux.

## Politique et administration

### Liste des maires
| Période                                                                    | Période                       | Identité                               | Étiquette | Qualité       |
| -------------------------------------------------------------------------- | ----------------------------- | -------------------------------------- | --------- | ------------- |
| Les données manquantes sont à compléter. : commune de Chauvac              |                               |                                        |           |               |
| 1871                                                                       | 2001 (31 déc.)                | ?                                      |           |               |
| Les données manquantes sont à compléter. : commune de Laux-Montaux         |                               |                                        |           |               |
| 1871                                                                       | 2001 (31 déc.)                | ?                                      |           |               |
| Les données manquantes sont à compléter. : commune ?                       |                               |                                        |           |               |
| avant 1981                                                                 | ?                             | Claude Samuel                          | PS        |               |
| 2001 (mars)                                                                | 2001 (31 déc.)                | André Mourre                           |           |               |
| Les données manquantes sont à compléter. : commune de Chauvac-Laux-Montaux |                               |                                        |           |               |
| 2002 (1er janv.)                                                           | 2008                          | André Mourre                           |           |               |
| 2008                                                                       | 2014                          | André Mourre                           |           | maire sortant |
| 2014                                                                       | 2020                          | Bruno Olivier (+ 2024)                 | DVG       | retraité      |
| 2020                                                                       | En cours (au 20 janvier 2021) | Sébastien Roustan[source insuffisante] |           |               |

## Population et société

### Démographie
L'évolution du nombre d'habitants est connue à travers les recensements de la population effectués dans la commune depuis 1793. Pour les communes de moins de 10 000 habitants, une enquête de recensement portant sur toute la population est réalisée tous les cinq ans, les populations de référence des années intermédiaires étant quant à elles estimées par interpolation ou extrapolation. Pour la commune, le premier recensement exhaustif entrant dans le cadre du nouveau dispositif a été réalisé en 2008.

En 2022, la commune comptait 43 habitants, en stagnation par rapport à 2016 (Drôme : +2,64 %, France hors Mayotte : +2,11 %).
| 1793 | 1800 | 1806 | 1821 | 1831 | 1836 | 1841 | 1846 | 1851 |
| ---- | ---- | ---- | ---- | ---- | ---- | ---- | ---- | ---- |
| 243  | 176  | 181  | 276  | 274  | 265  | 264  | 255  | 268  |

| 1856 | 1861 | 1866 | 1872 | 1876 | 1881 | 1886 | 1891 | 1896 |
| ---- | ---- | ---- | ---- | ---- | ---- | ---- | ---- | ---- |
| 230  | 222  | 220  | 197  | 199  | 202  | 194  | 169  | 162  |

| 1901 | 1906 | 1911 | 1921 | 1926 | 1931 | 1936 | 1946 | 1954 |
| ---- | ---- | ---- | ---- | ---- | ---- | ---- | ---- | ---- |
| 163  | 137  | 147  | 129  | 123  | 116  | 117  | 78   | 80   |

| 1962 | 1968 | 1975 | 1982 | 1990 | 1999 | 2006 | 2008 | 2013 |
| ---- | ---- | ---- | ---- | ---- | ---- | ---- | ---- | ---- |
| 75   | 58   | 46   | 46   | 46   | 39   | 45   | 44   | 45   |

| 2018 | 2022 | - | - | - | - | - | - | - |
| ---- | ---- | - | - | - | - | - | - | - |
| 41   | 43   | - | - | - | - | - | - | - |

### Santé
Le Centre Hospitalier le plus proche est celui de Sisteron, situé à 46 km, dans les Alpes-de-Haute-Provence.

### Manifestations culturelles et festivités
- Chauvac (en 1992) : fête patronale le 22 juillet ; fête communale le dimanche suivant le 11 novembre[1].
- Laux-Montaux (en 1992) : fête le 23 avril[2].

### Cultes

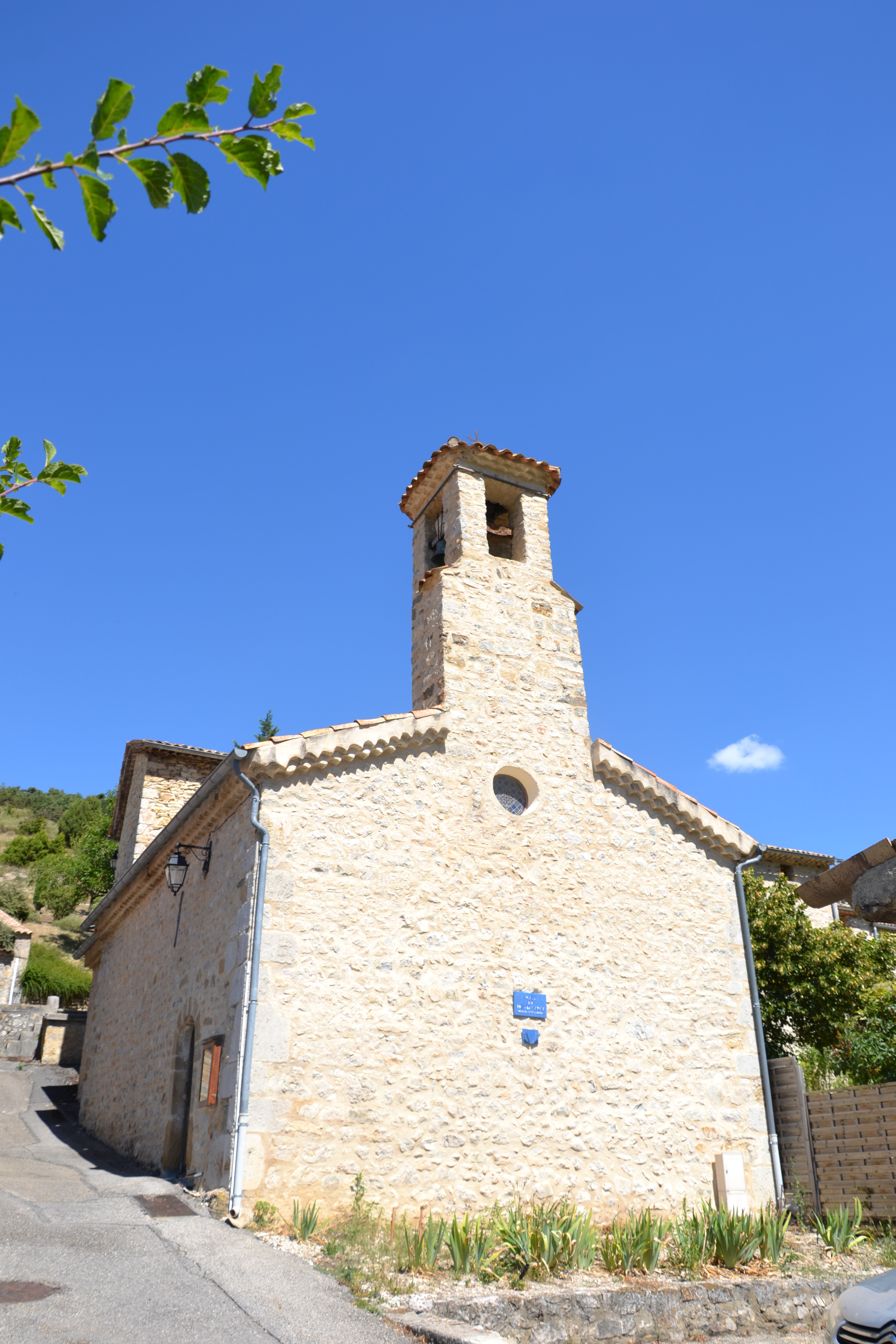
Chapelle à Chauvac.

### Loisirs
- Randonnées.
- Pêche et chasse[1].

## Économie

### Agriculture
En 1992 : bois et prairies, pâturages (ovins), arbres fruitiers, lavande, tilleul, apiculture (miel),.

### Tourisme
- Site du village dans un paysage tourmenté encadré de hautes montagnes[1].

## Culture locale et patrimoine

### Lieux et monuments

#### Chauvac
- Vieille tour perchée[1].
- Serre de Châtelas, donjon rectangulaire dominant l'ancien castrum médiéval de Chauvac[réf. nécessaire].
- Église Saint-Pierre de Chauvac-Laux-Montaux, rurale remaniée[1].
- Deux oratoires[1].
- Chapelle Saint-Georges, du XIIIe siècle, dans le hameau de Laux[25].

#### Laux-Montaux
- Village ancien de Laux[2].
- Chapelle médiévale[2].

### Patrimoine culturel
- Laux-Montaux (en 1992) : artisanat d'art[2].

### Personnalités liées à la commune
- Jean-Pierre Mourre, né en 1796 à Chauvac, ancien maire de la commune, arrière-grand-père de Pierre Montel (député du Rhône, résistant, candidat aux élections présidentielle de 1953 (10 % des voix) et dont trois fils sont morts dans les camps de concentration en 1943-1944)[réf. nécessaire].

### Héraldique, logotype et devise
|  | Chauvac-Laux-Montaux possède des armoiries dont l'origine et le blasonnement exact ne sont pas disponibles. |